# Гринберг, Ноа
Ноа Гринберг (англ. Noah Greenberg; 9 апреля 1919, Нью-Йорк — 9 января 1966, Нью-Йорк) — американский хоровой дирижёр и музыковед, представитель аутентичного исполнительства.

## Биография
Родился в 1919 году в Бронксе, был единственным ребёнком в семье. Родители эмигрировали в США из Варшавы после Первой мировой войны. С юных лет интересовался музыкой, брал частные уроки, играл на контрабасе в школьном оркестре. Вместе с тем систематического музыкального образования Гринберг не получил и в области старинной музыки, которой он посвятил свою профессиональную жизнь, был самоучкой.
В 1937 году вступил в Социалистическую рабочую партию; в рамках партийной деятельности работал на фабриках, в том числе оператором токарного станка. Приблизительно в то же время создал любительский вокальный ансамбль, исполнявший малоизвестную музыку эпохи Ренессанса. С 1944 по 1949 год служил в торговом флоте США; после войны утратил интерес к политике и, вернувшись в Нью-Йорк, обратился к музыкальной деятельности. В 1949 году Гринберг стал руководителем хора членов Международного союза работников женского швейного производства и к 1950-м годам приобрёл значительный опыт в области хорового дирижирования.
В 1952 году Ноа Гринберг основал и возглавил ансамбль Pro Musica Antiqua, специализировавшийся на исполнении музыки средних веков, Ренессанса и раннего барокко. Впоследствии он был переименован в New York Pro Musica, во избежание путаницы с одноимённым брюссельским ансамблем Саффорда Кейпа. С этим ансамблем Гринберг выступал и записывался вплоть до своей кончины; многочисленные концерты, гастроли, записи и телетрансляции способствовали популяризации старинной музыки и практики аутентичного исполнительства в США. Особо широкую известность получил осуществлённый под руководством Гринберга опыт воссоздания литургических драм XII века, «Действа о Данииле» (The Play of Daniel, 1958) и «Действа об Ироде» (The Play of Herod, 1963), впервые открывший средневековую музыку широкой публике. Впоследствии театрализованные обработки этих драм представлялись ансамблем ежегодно вплоть до его распада в 1974 году.
Ноа Гринберг умер в 1966 году, в возрасте 46 лет, от аневризмы аорты. В память о нём Американское музыковедческое общество, членом которого был Гринберг, учредило награду The Noah Greenberg Award, призванную поощрять активное сотрудничество между музыковедами и исполнителями в области старинной музыки.